# كريستيان مالكوم
كريستيان مالكوم (بالإنجليزية: Christian Malcolm) هو عداء سريع بريطاني، ولد في 3 يونيو 1979 في كارديف في المملكة المتحدة.

## وصلات خارجية
- كريستيان مالكوم على موقع الاتحاد الدولي لألعاب القوى (الإنجليزية)
- كريستيان مالكوم على موقع الدوري الماسي (الإنجليزية)
- كريستيان مالكوم على موقع أوليمبيديا (الإنجليزية)
- كريستيان مالكوم على موقع اللجنة الأولمبية البريطانية (الإنجليزية)
- كريستيان مالكوم على موقع اتحاد ألعاب الكومنولث (مؤرشف) (الإنجليزية)